# فرد وايت
فرد وايت (بالإنجليزية: Fred White)‏ (5 ديسمبر 1916 ولفرهامبتن المملكة المتحدة - 13 يناير 2007 شفيلد المملكة المتحدة) هو لاعب كرة قدم بريطاني سابق كان يلعب كحارس مرمى.